# Universidad de Middlesex (Massachusetts)
La Universidad de Middlesex, principalmente conocida por sus escuelas de medicina y veterinaria, estuvo operativa desde 1914 hasta 1947, primero en Cambridge, Massachusetts, más tarde en Waltham, Massachusetts.

## Fundación

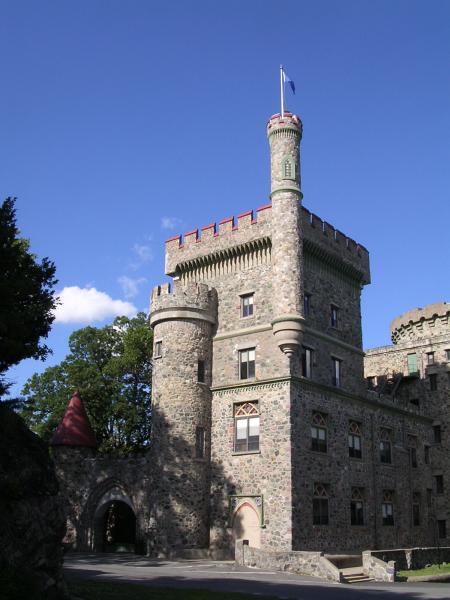
Usen Castle, un emblemático edificio en el campus

La Facultad de Medicina y Cirugía de Middlesex fue fundada en 1914 por John Smith Hall, y originalmente situada en Cambridge, Massachusetts y adscrita al Hospital de Middlesex. En 1917, Massachusetts aprobó los estatutos de una institución llamada "Universidad de Massachusetts" con la mismo junta de administradores.

## Traslado a Waltham
En 1928, se trasladó al campus de Waltham, el campus actual de la Universidad Brandeis. El edificio que Brandeis llama "Usen Castle" o "El Castillo" era originalmente el edificio principal de la Universidad de Middlesex.
En 1935 la Facultad de Medicina y Cirugía de Middlesex recibió autorización para conceder títulos de Bachelor of Arts y Bachelor of Science y se convirtió en "Middlesex College." En 1937 se fusionó con la Universidad de Massachusetts para convertirse en la "Universidad de Middlesex," con las escuelas de medicina, artes liberales, farmacia, podología y veterinaria.
La Universidad de Middlesex fue una importante escuela de veterinaria. Fue la única escuela de veterinaria en Nueva Inglaterra, y cuando cerró en 1947, no hubo otra en Nueva Inglaterra hasta que la Universidad Tufts abrió Cummings en 1978. A partir de 2006, unos diecinueve graduados de Middlesex estaban ejerciendo la profesión en Massachusetts.

## Principios rectores
La Universidad de Middlesex es descrita en la página web de la Universidad Brandeis como "una universidad basada en los principios de igualdad, libertad, y erudición, por lo que la su población estudiantil es diversa en raza, color, y religión, en un momento en que muchas universidades en Estados Unidos tenían cuotas y no eran tan abiertas." En particular, se admitía libremente a judíos en un tiempo en que la mayoría de universidades de élite tenían establecidas unas cuotas o contingentes judíos, por lo que había muchos judíos entre sus estudiantes y profesores. Su facultad de medicina experimentó dificultades para obtener la acreditación AMA. La AMA dijo que esto era debido a la insuficiencia de fondos, de profesorado y de instalaciones, pero algunos miembros de la universidad creían que el antisemitismo jugó un papel importante. En palabras de C. Ruggles Smith, hijo del fundador:
Desde su creación, Middlesex fue atacada sin piedad por la Asociación Médica Americana, que en ese momento se dedicó a restringir la producción de médicos, y a mantener una política inflexible de discriminación en la admisión de estudiantes de medicina. Middlesex, caso único entre las escuelas de medicina, selecciona a sus estudiantes sobre la base del mérito, y se negó a establecer cuotas raciales.

## Cierre
En 1944, una normativa que hacía depender la concesión de licencias para ejercer como médico de la posesión de un título de en:Doctor of Medicine de una escuela médica acreditada por la AMA, y los problemas financieros causados por la Segunda Guerra Mundial hicieron la situación insostenible para la Universidad de Middlesex. En 1946, los administradores de Middlesex transfirieron la licencia académica y el campus de la universidad a la fundación que iba a establecer la Universidad Brandeis, con la esperanza de que Brandeis sería capaz de continuar las escuelas de medicina y veterinaria. En 1947, Brandeis, ante la sensación de que la escuela de medicina no sería más que de tercera categoría y que la carga financiera de la operación era demasiado pesada, cerró sus puertas.